# Alfred Reichling
Alfred Reichling (* 21. Januar 1931 in Germersheim) ist ein deutscher Orgelforscher, Autor und Herausgeber. Er war bis 1993 Professor für Musik und Didaktik der Musik an der Julius-Maximilians-Universität Würzburg.

## Leben und Werk
Alfred Reichling absolvierte 1949 eine kirchenmusikalische Ausbildung am Bischöflichen Kirchenmusikalischen Institut in Speyer, wo er das Orgelspiel bei Ludwig Doerr erlernte. Er studierte 1950–1954 an der Staatlichen Hochschule für Musik in München Lehramt Musik und vertiefte sein Orgelspiel privat bei Karl Richter. 1956–1961 war er am Humanistischen Gymnasium Ingolstadt und seit 1957 an der Pädagogischen Hochschule Eichstätt tätig, bevor er 1961 an die Pädagogische Hochschule Würzburg berufen wurde, die 1972 in die Universität Würzburg eingegliedert wurde. Hier übernahm er 1980 eine Professur für Musik und Didaktik der Musik, die er bis zu seiner Emeritierung im Jahr 1993 innehatte.
Alfred Reichling ist eng mit der Gesellschaft der Orgelfreunde (GdO) verbunden. Er war 1951 Gründungsmitglied, seit 1962 im Arbeitsausschuss, seit 1968 im Vorstand, 1973–1983 Vizepräsident und 1983–1998 Präsident der Gesellschaft und ist seit 1998 Ehrenpräsident. Seit 1967 ist er im Vorstand der GdO und Herausgeber der Acta Organologica. Seit 1977 gibt er die Documenta Organologica heraus. Von 1992 bis 2010 war er Vorstandsmitglied der Vereinigung der Orgelsachverständigen Deutschlands. Er ist Mitarbeiter des The New Grove und von Die Musik in Geschichte und Gegenwart, zu deren Beirat für Orgel- und Harmoniumbau er gehört.
Neben der Hochschullehre und der Orgelforschung war Reichling praktizierender Musiker und Organist. Er hat in den 1960er Jahren mehrere Schallplatten mit mittelalterlicher Orgelmusik zusammen mit der Choralschola Capella antiqua Stuttgart eingespielt. Bis 1972 war er Leiter des Kammerorchesters der Würzburger Hochschule. Reichling hat einige Bände barocker Orgelmusik herausgegeben und ist durch zahlreiche orgelwissenschaftliche Publikationen hervorgetreten, besonders im Bereich des Orgelbaus und der Orgelbaugeschichte. Zusammen mit seinem Sohn Matthias Reichling (* 1958 in Ingolstadt) hat er die systematische Erforschung der süddeutschen und alpenländischen Orgellandschaft vorangetrieben und durch Publikationen erschlossen und etliche Artikel im Oesterreichischen Musiklexikon verfasst. Die Forschungsergebnisse fanden Eingang im Dehio-Handbuch Tirol. 1999 erhielt er die „Medaille für Verdienste um den Denkmalschutz“ der Republik Österreich.

## Tonträger
- Buxheimer Orgelbuch (um 1470). Psallite 42/090 267 PSA. Norddeutsches Tonstudio für Kirchenmusik, Bohnhorst 1967 (Orgel von St. Albert, Andernach).
- Missa Mediaevalis. Mittelalterliche Weihnachtsmesse. Psallite 38/100 267 PSC. Norddeutsches Tonstudio für Kirchenmusik, Bohnhorst 1967 (Orgel von St. Albert, Andernach).
- Sancta Maria succurre. Psallite 41/080 267 PSA. Norddeutsches Tonstudio für Kirchenmusik, Bohnhorst.
- Freudenreiche Weihnachts-Lobgesang. Psallite 45/170 767 PEU. Norddeutsches Tonstudio für Kirchenmusik, Bohnhorst 1967.

## Schriften und Musikalien (Auswahl)
- mit Matthias Reichling: Die Requirierung der Orgel-Prospektpfeifen in Deutschland während des Ersten Weltkriegs. In: Acta Organologica. Band 36. Kassel 2019, ISBN 978-3-87537-344-8, S. 221–400.
- Historische Positive in Bayern. In: Acta Organologica. Band 35. Kassel 2017, ISBN 978-3-87537-343-1, S. 75–140.
- mit Matthias Reichling: Christoph (II) Egedacher. Münchner Jahre – Arbeiten in Tirol. In: Kurt Estermann (Hrsg.): Tiroler Orgelschatz. Band 3: Die Christoph-Egedacher-Orgel der Liebfrauenkirche in Kitzbühel. Helbling, Innsbruck 2015, ISBN 978-3-99035-510-7, S. 176–203.
- mit Matthias Reichling: Steinmeyer-Orgeln im Tiroler Raum. In: Acta Organologica. Band 33. Merseburger, 2013, ISBN 978-3-87537-328-8, S. 299–400.
- mit Matthias Reichling: Die Ebert-Orgel im Fluss der Zeit. In: Wissenschaftliches Jahrbuch der Tiroler Landesmuseen. Band 5. Innsbruck 2012, S. 91–99 (zobodat.at [PDF; 8,9 MB]).
- Johann Gottlob Töpfer: Die Orgel, Zweck und Beschaffenheit ihrer Theile, Gesetze ihrer Construction, und Wahl der dazu gehörigen Materialien. Hrsg.: Alfred Reichling (= 84. Veröffentlichung der Gesellschaft der Orgelfreunde). Merseburger, Kassel 2010, ISBN 978-3-87537-218-2.
- Alfred Reichling (Hrsg.): Organista et homo doctus. Festschrift Rudolf Walter zum 90. Geburtstag (= 233. Veröffentlichung der Gesellschaft der Orgelfreunde). Butz, Sankt Augustin 2008, ISBN 978-3-928412-06-3.
- mit Matthias Reichling: Die Passauer Domorgel (= 187. Veröffentlichung der Gesellschaft der Orgelfreunde). Schnell & Steiner, Regensburg 2005, ISBN 3-7954-1469-5.
- Alfred Reichling (Hrsg.): MGG Prisma, Orgel. Bärenreiter / Metzler, Kassel / Weimar 2001, ISBN 3-7618-1622-7.
- Alfred Reichling: Musicus doctus. Hrsg.: Kai Johannsen, Georg Koch, Stefan Rommelspacher (= 84. Veröffentlichung der Gesellschaft der Orgelfreunde). Freiburger Musik-Forum, Freiburg i. Br. 2000, ISBN 3-9806393-2-0, S. 97–122.
- Tiroler Orgelbauer der ersten Hälfte des 19. Jahrhunderts. In: Veröffentlichungen des Tiroler Landesmuseums Ferdinandeum. Nr. 78, 1998, S. 229–250 (zobodat.at [PDF]).
- Alfred Reichling (Hrsg.): Aspekte der Orgelbewegung (= 155. Veröffentlichung der Gesellschaft der Orgelfreunde). Merseburger, Berlin / Kassel 1995, ISBN 3-87537-261-1.
- Christian Erbach: Acht Canzonen für Orgel oder andere Tasteninstrumente. Hrsg.: Alfred Reichling (= 23. Veröffentlichung der Gesellschaft der Orgelfreunde). Merseburger, Berlin 1983.
- Alfred Reichling (Hrsg.): Orgellandschaft Südtirol (= 90. Veröffentlichung der Gesellschaft der Orgelfreunde). Verlagsanstalt Athesia, Bozen 1982, ISBN 3-925536-27-2.
- Franz Anton Maichelbeck: Acht Sonaten für Tasteninstrumente, die auf dem Klavier spielende und das Gehör vergnügende Caecilia. Hrsg.: Alfred Reichling (= 57. Veröffentlichung der Gesellschaft der Orgelfreunde). Merseburger, Berlin 1978.
- Alfred Reichling (Hrsg.): Mundus organorum. Festschrift Walter Supper zum 70. Geburtstag (= 62. Veröffentlichung der Gesellschaft der Orgelfreunde). Merseburger, Berlin 1978, ISBN 3-87537-159-3.
- Maison A. Cavaillé-Coll: Orgues de tous modèles. Hrsg.: Alfred Reichling (= 55. Veröffentlichung der Gesellschaft der Orgelfreunde). Merseburger, Berlin 1977, ISBN 3-87537-145-3.
- Hans Leo Haßler: Canzonen für Orgel oder andere Tasteninstrumente. Hrsg.: Alfred Reichling (= 48. Veröffentlichung der Gesellschaft der Orgelfreunde). Merseburger, Kassel 1975.
- Alfred Reichling (Hrsg.): Praeambula. 25 Orgelvorspiele aus 3 Jahrhunderten. Coppenrath, Altötting 1974.
- Alfred Reichling (Hrsg.): Fränkische Orgelmeister des 17. Jahrhunderts (= 31. Veröffentlichung der Gesellschaft der Orgelfreunde). Merseburger, Berlin 1967.
- Alfred Reichling (Hrsg.): Zehn Sonaten für Orgel. Aus G. C. Arestis „Sonate da organo di varii autori“ (= 28. Veröffentlichung der Gesellschaft der Orgelfreunde). Merseburger, Berlin 1966.